# Myrmelachista
Myrmelachista is een geslacht van vliesvleugelige insecten uit de familie mieren (Formicidae).

## Soorten
- M. ambigua Forel, 1893
- M. amicta Wheeler, W.M., 1934
- M. arborea Forel, 1909
- M. arthuri Forel, 1903
- M. bambusarum Forel, 1903
- M. bettinae Forel, 1903
- M. brevicornis Wheeler, W.M., 1934
- M. bruchi Santschi, 1922
- M. catharinae Mayr, 1887
- M. cooperi (Gregg, 1951)
- M. chilensis Forel, 1904
- M. dalmasi Forel, 1912
- M. donisthorpei Wheeler, W.M., 1934
- M. elata Santschi, 1922
- M. elongata Santschi, 1925
- M. flavida Wheeler, W.M., 1934
- M. flavocotea Longino, 2006
- M. flavoguarea Longino, 2006
- M. gagates Wheeler, W.M., 1936
- M. gagatina Emery, 1894
- M. gallicola Mayr, 1887
- M. goeldii Forel, 1903
- M. goetschi (Menozzi, 1935)
- M. guyanensis Wheeler, W.M., 1934
- M. haberi Longino, 2006
- M. hoffmanni Forel, 1903
- M. joycei Longino, 2006
- M. kloetersi Forel, 1903
- M. kraatzii Roger, 1863
- M. lauroatlantica Longino, 2006
- M. lauropacifica Longino, 2006
- M. longiceps Longino, 2006
- M. longinoda Forel, 1899
- M. mayri Forel, 1886
- M. meganaranja Longino, 2006

- M. mexicana Wheeler, W.M., 1934
- M. muelleri Forel, 1903
- M. nigella (Roger, 1863)
- M. nigrocotea Longino, 2006
- M. nodigera Mayr, 1887
- M. osa Longino, 2006
- M. paderewskii Forel, 1908
- M. plebecula Menozzi, 1927
- M. ramulorum Wheeler, W.M., 1908
- M. reclusi Forel, 1903
- M. reichenspergeri Santschi, 1922
- M. reticulata Borgmeier, 1928
- M. rogeri André, 1887
- M. rudolphi Forel, 1903
- M. ruszkii Forel, 1903
- M. schachovskoi Kusnezov, 1951
- M. schumanni Emery, 1890
- M. skwarrae Wheeler, W.M., 1934
- M. ulei Forel, 1904
- M. vicina Kusnezov, 1951
- M. zeledoni Emery, 1896